# الذروة (إب)

تعديل مصدري - تعديل

الذروة محلة تابعة لقرية وادى قضام، التابعة لعزلة الحوج القبلي بمديرية إب إحدى مديريات محافظة إب في الجمهورية اليمنية.، بلغ تعداد سكانها 25 حسب تعداد اليمن لعام 2004.